# RWDM Brussels
RWDM Brussels, voorheen bekend als Racing White Daring Molenbeek of RWDM, is een Belgische voetbalclub uit Sint-Jans-Molenbeek. De club is aangesloten bij de KBVB met stamnummer 2. Eerder gebruikten ze het stamnummer 5479 van Standaard Wetteren, dat in 2015 werd verkocht aan het Brusselse project RWDM 47. De huidige club kreeg vorm als een initiatief om de naam van de verdwenen eersteklasser RWDM weer leven in te blazen. 

## Geschiedenis
In 1973 was voetbalclub Racing White Daring Molenbeek ontstaan, na een lange fusiegeschiedenis van verschillende voormalige Brusselse topclubs. Waaronder de succesvolle Daring Club de Bruxelles en Racing White. RWDM was bij de KBVB aangesloten met stamnummer 47. Die club werd in 1975 landskampioen, speelde in de jaren 70 Europees voetbal, en bleef verscheidene jaren in de hoogste voetbalreeksen. In 2002 ging die club echter failliet en verdween.
De volgende jaren namen verschillende partijen initiatieven om de naam RWDM weer leven in te blazen. Zo nam Johan Vermeersch KFC Strombeek over, om als FC Brussels in het Edmond Machtensstadion van Molenbeek te spelen en daarmee als opvolger van RWDM de Eerste Klasse te bereiken. In 2013 werd die club zelfs herdoopt in RWDM Brussels FC, maar wegens financiële problemen verdween de club in 2014. Daarnaast was in 2003 ook een nieuwe club Racing Whitestar Daring Molenbeek opgericht, een die de letters "RWDM" in leven wilde houden. De naam was een kleine variatie op de oude verdwenen clubnaam. Die volledig nieuwe club sloot zich aan bij de KBVB met stamnummer 9449 en begon onderaan de competitieladder, in Vierde Provinciale. Na een fusie kon men een paar jaar later wel aantreden in Eerste Provinciale, maar de volgende jaren zakte men weer naar de laagste reeksen. In 2010 wijzigde die club nog haar naam in Racing White Daring Molenbeek 2003, maar ook die club verdween een paar jaar later. Na het verdwijnen van RWDM Brussels FC ging een andere Brusselse club, R. White Star Bruxelles in het Edmond Machtensstadion spelen.

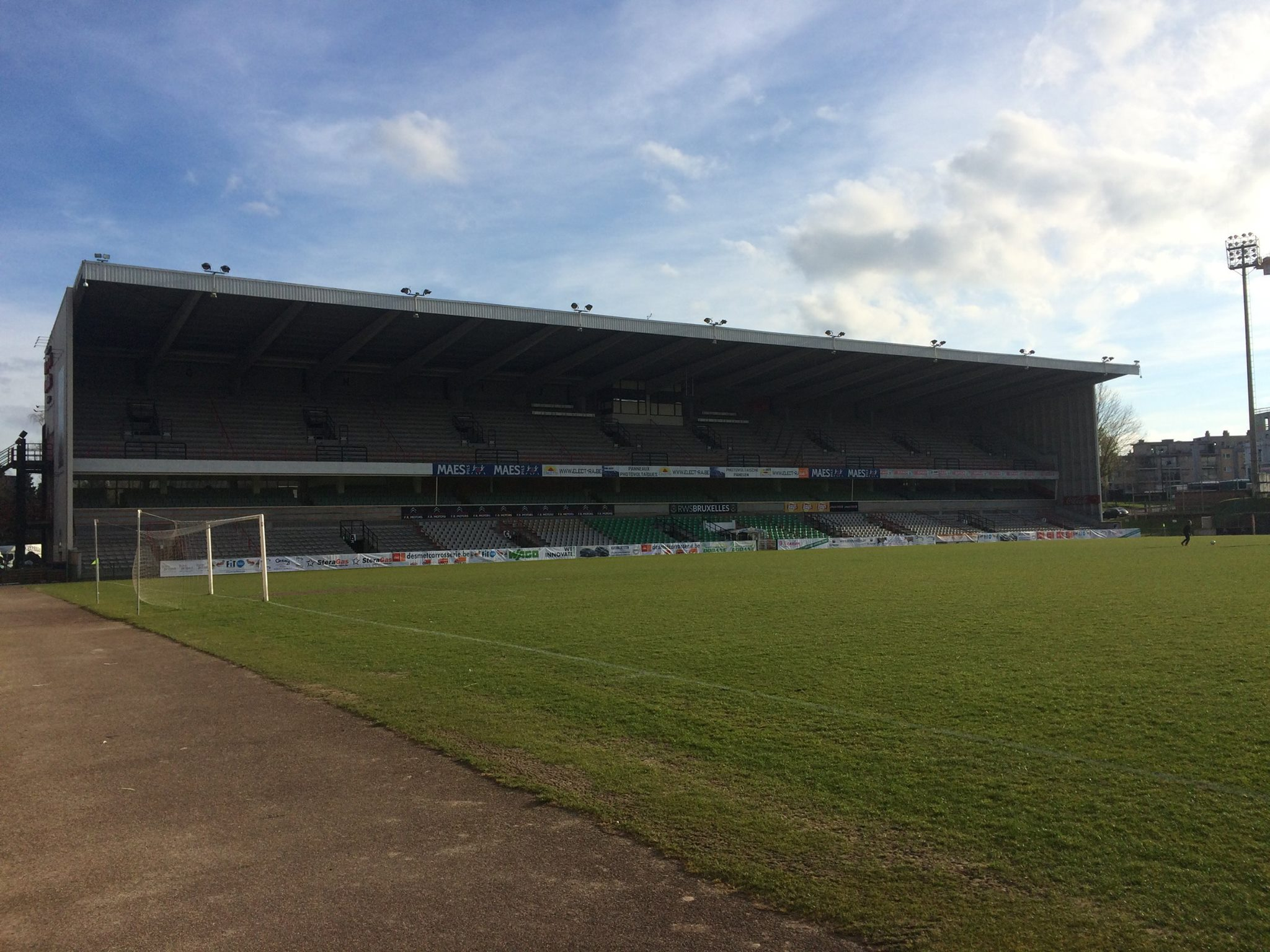
Edmond Machtensstadion Brussel

Ondertussen startte een groep investeerders en supporters een nieuw project om "RWDM" weer leven in te blazen, het project RWDM 47, met als bezielers onder meer Thierry Dailly, Bruno Vandenwijngaert en Philippe Housiaux. Dit project vond in 2015 ook een bestaand stamnummer: men kon namelijk stamnummer 5479 overnemen van Standaard Wetteren, dat opging in fusieclub RFC Wetteren. Het 'nieuwe' Racing White Daring Molenbeek zou zo op de plaats van Wetteren kunnen starten in Vierde Klasse. Men kwam in het voorjaar van 2015 tot een akkoord met de gemeente Sint-Jans-Molenbeek om te mogen spelen in Edmond Machtensstadion, dat men zou delen met White Star Bruxelles., maar de volgende weken en maanden bleef er onenigheid tussen RWDM, White Star en het gemeentebestuur. Uiteindelijk besliste de rechtbank begin augustus 2015 dat RWDM toch op het A-terrein van het Edmond Machtensstadion mag aantreden. De eerste trainer werd Dany Ost die in de loop van het seizoen 2015-2016 werd vervangen door Christian Rits. Deze laatste maakte de overstap van Asse-Zellik 2002.
RWDM beëindigde het seizoen 2015-2016 in Vierde Klasse B op een negende plaats met 39 punten uit 28 gespeelde wedstrijden. In het seizoen 2016-2017 zal RWDM -ingevolge de hervorming van het profvoetbal en het amateurvoetbal in België- uitkomen in de Derde klasse amateurs ACFF A (nationaal).
In het seizoen 2016-17 wist het promotie naar de Tweede klasse amateurs ACFF af te dwingen door kampioen te worden in de Derde klasse amateurs ACFF A. Het eindigde met 61 punten uit 26 wedstrijden op een gedeelde 1e plek met US Rebecquoise. RWDM had een doelsaldo van +41 en US Rebecquoise een doelsaldo van +34. Hierdoor kreeg RWDM het kampioenschap toegewezen
In het daaropvolgende seizoen vierde RWDM haar tweede titel op rij en promoveerde zo naar de eerste klasse amateurs. Het seizoen van 2019-20 rondde RWDM af met een zesde plaats (dat door de coronapandemie voortijdig afgebroken werd). Door rechtszaken tussen clubs, licentieproblemen en faillissementen kreeg RWDM als nummer zes de kans om te promoveren naar Eerste klasse B (1B). Sindsdien komt het in het profvoetbal uit.
De poging in het seizoen 2021/22 om te promoveren naar Eerste klasse A mislukte, want als runner-up in 1B verloor het de barragewedstrijden tegen herkanser RFC Seraing (0-1 thuis, 0-0 uit).
Een jaar later lukt het toch voor de ploeg uit Brussel om een plek in 1A te veroveren nadat het met 1-0 thuis ging winnen tegen RSCA Futures. Waardoor het na een spannende titelstrijd zijn voorsprong van 1 punt kon behouden op SK Beveren.
In het seizoen 2023/2024 slaagde RWDM er niet in om op de laatste speeldag rechtstreekse degradatie te vermijden naar de Eerste klasse B. RWDM had genoeg aan een gelijkspel, door het verlies van KV Kortrijk bij Charleroi (3-1), maar verloor de wedstrijd van de toen al gedegradeerde KAS Eupen (2-0). Door één punt te kort, degradeerde RWDM rechtstreeks en ging Kortrijk de play-offs in.
In het seizoen 2024/2025 had RWDM voldoende aan 1 overwinning in hun laatste 3 wedstrijden om terug te promoveren naar de Eerste klasse A. Helaas sloegen de Brusselaars hier niet in. Zulte Waregem won op de slotspeeldag thuis van RWDM met 2-1 en speelde hiermee kampioen. La Louvière sprong door winst op de slotspeeldag bij Lommel SK nog over RWDM naar de tweede plaats, waardoor zij samen met Zulte Waregem promoveerden naar de eerste klasse. RWDM had wel nog het vangnet van de Promotion Play-Offs, waar ze tegen het Oost-Vlaamse Lokeren-Temse uitkwamen. De heenmatch werd verloren met 2-0 op Daknam en de terugwedstrijd eindigde op een 3-2 overwinning voor RWDM, maar dat was niet genoeg om naar de finale van die play-offs te trekken. 
Op 5 juni 2025 besliste de club om een naamsverandering door te voeren, een idee van hun Amerikaanse eigenaar John Textor. RWDM zou vanaf 1 juli 2025 door het leven gaan als Daring Brussels, een knipoog naar het verleden van de oude club Daring Club de Bruxelles, opgericht in 1895. Het logo zou veranderen en ze namen het stamnummer 2 over. De clubkleuren zouden rood, wit, zwart en ook goud zijn. Er heerste kwaadheid bij de supporters van RWDM tegen de naamsverandering omdat ze zo gehecht zijn aan hun vier letters en de drie kleuren. Ook was er grote ontevredenheid bij de gemeente Molenbeek omdat ze de club gratis het Edmond Machtensstadion ter beschikking gaven, met als enige voorwaarde dat ze Molenbeek zouden promoten. 
Uiteindelijk werd na alle commotie op 7 juli 2025 besloten dat de naamsverandering niet doorgaat en de naam RWDM, het oude logo en de kleuren behouden blijven terwijl het woord Brussels aan de naam wordt toegevoegd om de internationale belangen van de club te steunen. Ook gaat de club nu verder onder het stamnummer 2.

## Seizoen 2023/24

### Selectie
| No.           | Naam                   | Nat.                         | Geb.datum  | Vorige club        | Sinds |
| ------------- | ---------------------- | ---------------------------- | ---------- | ------------------ | ----- |
| Keepers       |                        |                              |            |                    |       |
| 1             | Bill Lathouwers        | België                       | 18-09-1999 | Beerschot VA       | 2024  |
| 28            | Guillaume Hubert       | België                       | 11-01-1994 | KV Oostende        | 2023  |
| 70            | Mattéo Nkurunziza      | België / Rwanda              | 02-06-2004 | Eigen jeugd        | 2021  |
| Verdedigers   |                        |                              |            |                    |       |
| 4             | Djovkar Doudaev        | België                       | 10-11-2003 | Eigen jeugd        | 2022  |
| 15            | Achraf Laâziri         | Marokko                      | 08-07-2003 | Olympique Lyonnais | 2024  |
| 21            | Junior Sambu           | Angola / België              | 03-06-1996 | RFC Seraing        | 2023  |
| 31            | Noah Dodeigne          | België                       | 21-01-2003 | Standard Luik      | 2024  |
| 34            | Christ Makosso         | Congo-Brazzaville            | 09-05-2004 | FC Sochaux         | 2024  |
| 43            | David Sousa            | Brazilië                     | 04-07-2001 | Botafogo FR        | 2024  |
| 55            | Matteo Vandendaele     | België                       | 16-06-2005 | Eigen jeugd        | 2019  |
| Middenvelders |                        |                              |            |                    |       |
| 2             | Yacouba Barry          | Frankrijk / Senegal          | 25-11-2002 | FC Annecy          | 2024  |
| 5             | Alexis De Sart         | België                       | 12-11-1996 | Royal Antwerp FC   | 2023  |
| 6             | Islamdine Halifa       | Frankrijk / Comoren          | 20-12-2004 | Olympique Lyonnais | 2024  |
| 7             | Jacob Montes           | Nicaragua / Verenigde Staten | 20-10-1998 | Botafogo FR        | 2024  |
| 8             | Shuto Abe              | Japan                        | 05-12-1997 | FC Tokyo           | 2023  |
| 23            | Romildo Del Piage      | Brazilië                     | 12-04-2000 | Botafogo FR        | 2023  |
| 51            | Xavier Preijs          | België                       | 04-10-2005 | Eigen jeugd        | 2024  |
| 99            | Lucien Delaigle        | België / Burundi             | 31-03-2004 | Eigen jeugd        | 2024  |
| Aanvallers    |                        |                              |            |                    |       |
| 9             | Piotr Parzyszek        | Polen / Nederland            | 08-09-1993 | FC Emmen           | 2024  |
| 10            | Gaëtan Robail          | Frankrijk                    | 09-01-1994 | Atromitos FC       | 2024  |
| 22            | Frederic Soelle Soelle | België                       | 24-12-2005 | KV Mechelen        | 2024  |
| 26            | Pjotr Kestens          | België                       | 26-11-2001 | FC Eindhoven       | 2024  |

### Staf
| Naam            | Nationaliteit     | Functie           | Vorige club            | Sinds |
| --------------- | ----------------- | ----------------- | ---------------------- | ----- |
| Technische staf |                   |                   |                        |       |
| Yannick Ferrera | België            | Hoofdtrainer      | Al-Riyad SC            | 2024  |
| Igor de Camargo | België / Brazilië | Assistent-trainer |                        | 2023  |
| Jérémy Clément  | Frankrijk         | Assistent-trainer | Andrézieux-Bouthéon FC | 2024  |
| Jugoslav Lazić  | Servië            | Keeperstrainer    | KV Mechelen            | 2024  |

## Resultaten
| Seizoen | Klasse | Klasse | Klasse | Klasse | Klasse | Klasse | Reeks                                                    | Punten                                                   | Opmerkingen |
|         | I      | I      | II     | III    | IV     | P.I    |                                                          |                                                          | |
| ------- | ------ | ------ | ------ | ------ | ------ | ------ | -------------------------------------------------------- | -------------------------------------------------------- | --- |
| 2015/16 |        |        |        |        | 9      |        | Vierde klasse B                                          | 39                                                       | |
|         | 1A     | 1B     | 1Am    | 2Am    | 3Am    | P.I    | Vanaf 2016-17 zijn er 3 nationale en 2 regionale niveaus | Vanaf 2016-17 zijn er 3 nationale en 2 regionale niveaus | Vanaf 2016-17 zijn er 3 nationale en 2 regionale niveaus                                                                |
| 2016/17 |        |        |        |        | 1      |        | Derde klasse Am.                                         | 61                                                       | Evenveel punten als US Rebecquoise, maar kampioen door beter doelpuntensaldo                                            |
| 2017/18 |        |        |        | 1      |        |        | Tweede klasse Am.                                        | 76                                                       | |
| 2018/19 |        |        | 8      |        |        |        | Eerste klasse Am.                                        | 40                                                       | |
| 2019/20 |        |        | 6      |        |        |        | Eerste klasse Am.                                        | 34                                                       | Promotie doordat KSV Roeselare, Virton, Thes Sport, Patro Eisden en KSK Heist geen licentie kregen voor Eerste klasse B |
| 2020/21 |        | 6      |        |        |        |        | Eerste klasse B                                          | 35                                                       | |
| 2021/22 |        | 2      |        |        |        |        | Eerste klasse B                                          | 49                                                       | Verlies in barrages tegen RFC Seraing                                                                                   |
| 2022/23 |        | 1      |        |        |        |        | Eerste klasse B                                          | 69                                                       | |
| 2023/24 | 15     |        |        |        |        |        | Eerste klasse A                                          | 30                                                       | Rechtstreekse degradatie naar Eerste klasse B                                                                           |
| 2024/25 |        | 3      |        |        |        |        | Eerste klasse B                                          | 57                                                       | Uitgeschakeld in de eindronde door KSC Lokeren-Temse met 2-0 (uit) en 3-2 (thuis).                                      |

## Resultaten in grafiek 2016-heden
| 9 |

| 1 |

| 1 |

| 8 |

| 6 |

| 6 |

| 2 |

| 1 |

| 15 |

| 3 |

| Eerste klasse A    | Eerste klasse B   | Eerste klasse ama. |
| Tweede klasse ama. | Derde klasse ama. | Vierde klasse B    |

## Trainers
- 2015-2016:  Danny Ost,  Christian Rits
- 2016-2017:  Christian Rits,  Dražen Brnčić
- 2017-2018:  Dražen Brnčić
- 2018-2019:  Dražen Brnčić
- 2019-2020:  Dražen Brnčić,  Frederik Vanderbiest,  Frédéric Stilmant
- 2020-2021:  Laurent Demol,  Vincent Euvrard
- 2021-2022:  Vincent Euvrard
- 2022-2023:  Vincent Euvrard
- 2023-2024:  Cláudio Caçapa,  Bruno Irles,  Yannick Ferrera

## Bekende oud-spelers
- Jean Black
- Anthony Cabeke
- Geoffrey Cabeke
- Daan De Pever
- Cedric De Troetsel
- Audry Diansangu
- Kevin Kempeneer
- Jérome Nollevaux
- Kevin Serville
- Jake O'Brien
- Zakaria El Ouahdi